# Saint-François-Atoll
Das Saint-François-Atoll ist ein unbewohntes Atoll im Indischen Ozean. Es gehört zur Alphonse-Gruppe und somit zu den Outer Islands der Republik der Seychellen. Es wurde am 28. Januar 1730 entdeckt und nach dem Heiligen Franz von Sales (franz. Saint François de Sales) benannt.
Das Atoll besteht aus zwei Inseln, der größeren Insel Saint-François im Süden sowie der kleineren Insel Bijoutier im Norden des Atolls.
- Saint-François, binnen 30 Minuten per Boot vom benachbarten Alphonse-Atoll aus erreichbar, weist eine Fläche von 0,176 km² auf. Die geografischen Koordinaten sind 7° 9′ S, 52° 44′ O.
- Bijoutier, von Alphonse bei Ebbe per Boot zu erreichen, hat eine Fläche von nur 0,02 km² und ist zu Fuß binnen weniger Minuten umrundet. Die geografischen Koordinaten sind 7° 4′ S, 52° 44′ O.

Die gesamte Landfläche des Atolls beträgt 0,196 km², die Fläche inklusive der Lagune hingegen etwa 45 km². Auf den Inseln gibt es keine natürlichen Süßwasserquellen. Zur Fauna gehören Fregattvögel sowie die Blaue Krabbe.